# Concord, Illinois
Concord är en ort i Morgan County i delstaten Illinois, USA.